# 武田タケシ
武田 タケシ（たけだ タケシ、1979年12月17日 ‐ ）は、キリンプロに所属していた日本の俳優。

## 出演

### 舞台
- 友達（銀座小劇場[注釈 1]、2000年） - 次男 役
- キリンプロ公演 アルジャーノンに花束を[注釈 2]（中野ザ・ポケット[1]、2006年） - ジンピィ 役
- ライズ・プロデュース公演 森は生きている（シアター1010、2007年）[2]

### ビデオパッケージ
- ピザハット（2002年） - 主演・田村誠二 役
- トイザらス（2004年）
- ユニクロ（2005年）

### CM
- 熱チュー！プロ野球2002（ナムコ、2002年）
- FOMA（NTTドコモ関西、2003年）
- ダブルソフト みんなに愛されて篇（山崎製パン、2003年）
- イマージュ（2003年）

### テレビ番組
- 昔の恋〜愛した記憶〜（フジテレビ、2002年）

### 映画
- 新・日本の首領[注釈 3]（シネマパラダイス、2004年[注釈 4]）

## モデル活動

### スチール
- T&Dフィナンシャル生命保険[注釈 5]（2001年）
- ぴあ（2002年）
- ヘアワックスNUDY（カネボウコスメット、2002年）